# Farkas Károly (politikus)
Farkas Károly (Huszt, 1805 – Pest, 1868. május 27.) földbirtokos, magyar királyi pénzügyminiszteri tanácsos és 1848–1849-es országgyűlési képviselő.

## Élete
Ügyvédi oklevelet nyert és Buda város ügyésze volt. 1848-ban Debrecen országgyűlési képviselőjének választotta meg, 1848. június 7-étől a gazdasági bizottmány tagja volt. Később Pest-Pilis-Solt vármegye törvényszéki elnöke és helyettes alispánja lett. Szélhűdésben halt meg 1868-ban Király utcai lakásán. Neje Bakody Erzsébet volt.

## Munkái
- Közösügyek közös intézése. Pest, 1866. (Névtelenül.)

A magyar királyi vallás- és közoktatási miniszter 1877-ben a Magyar Tudományos Akadémiához küldte hátrahagyott kézirati két munkáját. Államgazdasági tanulmányok, tekintettel Magyarország viszonyaira, és Államgazdaság, megbírálás, esetleg kiadás végett.
Politikai cikkeket írt a Hazánk című politikai lapba (1868–69.) névtelenül.